# Mutmalspitze
La Mutmalspitze est une montagne qui s’élève à 3 522 m d’altitude dans les Alpes de l'Ötztal, en Autriche.